# Забігаючи наперед (фільм, 1933)
Забігаючи в перед (англ. Looking Forward) — американський драматичний фільм 1933 року, в якому головними акторами є: Ліонель Баррімор та Льюїс Стоун. На основі Служби ігор Доді Сміт зображено відчайдушну боротьбу власника лондонського універмагу за збереження свого бізнесу під час Великої депресії.

## Сюжет
Через свій універмагу, який постійно втрачає прибуток, Габріель Сервіс, старший (Льюїс Стоун) змушений звільняти деяких своїх співробітників, у тому числі неперевершеного, але відданого і довгопрацюючого Тіма Бентона (Ліонел Баррімор). Потім герой повертається додому, до свого особняка, щоб повідомити родині про власні фінансові труднощі; останнім часом він тримав 200-річну сімейну фірму на плаву власними грошима. Ні його діти, Керолайн (Елізабет Аллан), і Майкл (Філіпс Холмс), ні їх мачуха Ізобель (Беніта Юм) спочатку не сприймають його попередження про банкрутство серйозно, незважаючи на те, що він наголошував про це останні кілька місяців. Ізобель вже мала іншого, за спиною її необачного чоловіка.
Ситуація стає настільки страшною, що Філіп Бендікотт (Лоуренс Грант), один із бізнес-партнерів служби, наполегливо закликає його розпродавати Stoner, мережа магазинів якого є одним з небагатьох процвітаючих підприємств, що обслуговує клієнтів нижчого класу. Сервіс ненавидить ідею, але вирішує, що у нього немає вибору. Плітки незабаром поширюються, особливо коли сам Стоун приходить оглянути універмаг.
Коли він доносить звістку до своєї родини, всі вони жахнуться. Наступного дня, коли він повертається додому, Керолайн повідомляє йому, що Ізобель втекла зі своїм коханцем. Керолайн і Майкл закликають батька дотримуватися твердості і боротися далі. Хоча задоволений їх духом і несподіваною турботою про магазин, Сервіс відхиляє їх пропозицію. Тим часом Бентон розпочав дуже успішний бізнес у власному будинку, разом з дружиною Ліл (Доріс Ллойд) випікаючи вишукану випічку та торти та їх потомство, Віллі (Дуглас Уолтон (актор)) та Елсі (Віва Таттерсалл). Майкл повертається назад з Парижа та Берліна, де його родина думала, що він бере відпочинок, натомість він демонструє їм свої дизайни яскравих меблів, які, на його думку, можуть бути виготовлені і продані універмагом, далі Каролайн хоче працювати також у універмаг. Але Сервіс-старший не хоче ризикувати і вирішив продати. Потім, по дорозі до адвокатів, щоб підписати його магазин, він наштовхується на Бентон. Бентон розповідає йому про своє «Бентон-кондитерське підприємство» і змушує його скуштувати. Містер Сервіс дуже в захваті від випічки, і Бентон намагається змусити його передумати. Коли Сервіс читає в газеті, що угода вже зроблена, він настільки обурений нахабством Стоунера, що він скасовує продаж через приклад Бентона та заохочення. Остання сцена з «Сервіс-старший», «Сервіс-молодший», «Керолайн», «Джеффрі Філдінг» (Колін Клайв), помічник «Сервісу» і шанувальник Керолайн, а «Бентон» — це оптимістична сцена, де молоді беруть на себе допомогу старшим відчути, що все триває. Майкл Сервіс скуштує випічку з Бентона і замовляє в магазині 4 десятки / день, Каролайн хоче жити на свій заробіток і бути «дуже бідною», щоб бути на рівні Джефрі, і нарешті дощ припиняється і веселка виходить. Разом Служби з оптимізмом чекають майбутнього.

## У ролях
| Актор            | Роль                                                   |
| ---------------- | ------------------------------------------------------ |
| Лайонел Беррімор | Тім Бентон                                             |
| Льюїс Стоун      | Габріель Сервіс, старший                               |
| Беніта Юм        | пані Служба Isobel                                     |
| Елізабет Аллан   | служба Керолайн                                        |
| Філіпс Холмс     | Майкл Сервіс                                           |
| Колін Клайв,     | Джеффрі Філдінг                                        |
| Алек Б. Френсіс  | містер Біркеншоу                                       |
| Доріс Ллойд      | пані Ліл Бентон                                        |
| Халлівелл Гоббс  | один з бізнес-партнерів Габріела Сервісу Джеймс Фелтон |
| Дуглас Уолтон    | Віллі Бентон                                           |
| Viva Tattersall  | Елсі Бентон                                            |
| Лоуренс Грант    | Філіп Бендікотт                                        |
| Джордж К. Артур  | містер Трессітт                                        |
| Біллі Беван      | містер Баркер                                          |